# Žalalabad
Žalal-Abad (in kirghiso Жалал-Абад?, Jalal-Abad; altresì chiamata Jalalabad, Džalalabad e Jalalabat) è il centro amministrativo ed economico dell'omonima regione, nel Kirghizistan sud occidentale.
L'insediamento è situato all'estremità nord orientale della valle di Fergana, ai piedi delle montagne Babash Ata, molto vicino al confine usbeco.

## Società

### Etnie e minoranze straniere
Dati del censimento 2009:
- Kirghisi 54,7%
- Usbechi 38%
- Russi 3,4%
- Tatari 1,2%
- Uiguri 0,6%

## Clima
| Žalalabad (1991-2020) Fonte: | Mesi         | Mesi         | Mesi         | Mesi        | Mesi        | Mesi        | Mesi        | Mesi        | Mesi        | Mesi         | Mesi         | Mesi         | Stagioni | Stagioni | Stagioni | Stagioni | Anno  |
| Žalalabad (1991-2020) Fonte: | Gen          | Feb          | Mar          | Apr         | Mag         | Giu         | Lug         | Ago         | Set         | Ott          | Nov          | Dic          | Inv      | Pri      | Est      | Aut      | Anno  |
| ---------------------------- | ------------ | ------------ | ------------ | ----------- | ----------- | ----------- | ----------- | ----------- | ----------- | ------------ | ------------ | ------------ | -------- | -------- | -------- | -------- | ----- |
| T. max. media (°C)           | 3,9          | 6,9          | 14,5         | 21,3        | 26,4        | 31,5        | 34,0        | 32,8        | 28,6        | 21,2         | 12,8         | 5,8          | 5,5      | 20,7     | 32,8     | 20,9     | 20,0  |
| T. media (°C)                | −1,1         | 1,7          | 8,7          | 15,1        | 19,8        | 24,4        | 26,8        | 25,6        | 21,1        | 14,0         | 6,9          | 0,8          | 0,5      | 14,5     | 25,6     | 14,0     | 13,7  |
| T. min. media (°C)           | −4,9         | −2,3         | 4,2          | 9,6         | 13,6        | 17,6        | 20,1        | 19,0        | 14,8        | 8,7          | 2,8          | −2,7         | −3,3     | 9,1      | 18,9     | 8,8      | 8,4   |
| T. max. assoluta (°C)        | 18,8 (2002)  | 25,8 (2016)  | 30,0 (1962)  | 33,9 (1961) | 39,2 (1984) | 41,5 (1984) | 41,8 (2013) | 41,5 (2004) | 40,0 (1981) | 34,2 (2013)  | 30,7 (2017)  | 20,7 (1989)  | 25,8     | 39,2     | 41,8     | 40,0     | 41,8  |
| T. min. assoluta (°C)        | −27,2 (1969) | −26,0 (1978) | −12,0 (1974) | −7,8 (1960) | 0,4 (1989)  | 5,7 (1983)  | 11,1 (1966) | 6,6 (1966)  | 0,4 (2017)  | −13,1 (1987) | −20,0 (1962) | −23,6 (1984) | −27,2    | −12,0    | 5,7      | −20,0    | −27,2 |
| Precipitazioni (mm)          | 40           | 51           | 54           | 62          | 47          | 25          | 9           | 6           | 8           | 35           | 52           | 51           | 142      | 163      | 40       | 95       | 440   |